# Оде де Фуа де Лотрек
Оде де Фуа де Лотрек (фр. Odet de Foix; 1485 — 15 серпня 1528, Неаполь) — французький аристократ, військовий діяч часів Італійських війн, маршал Франції

## Життєпис
Походив зі знатної гасконської родини де Фуа. Син Жана де Фуа, віконта Лотрека й Вілемюра, губернатора Дофіне. Обрав для себе кар'єру військового. Завдяки кузенові Гастону де Фуа, герцогу Немурському разом з братами Андре і Тома потрапив до королівського двору Людовика XII. У 1498 році отримав графство Комменж (по материнській лінії).
Вперше проявив себе у битві за Геную у 1507 році, де отримав поранення. У 1511 році став маршалом. Займався організацією Пізанського собору 1511 року, спрямованого на повалення папи римського Юлія II.
Звитяжно бився при Равенні у 1512 році, де отримав тяжкі поранення. Того ж року отримав титул графа Бофора, став кавалером ордену Святого Михайла й призначається генерал-губернатором Гієні. На цій посаді намагався повернути Жану д'Альбре його королівство Наварру, що було захоплено Фердинандом II, королем Арагону. Проте усі спроби французів виявилися невдалими.
у 1515 році брав участь у поході короля Франциска I до Італії, де відзначився у битві при Марин'яно. За це отримав губернаторство у Міланському герцогстві. На цій посаді у 1516 році захопив Брешію та Верону, а у 1521 році зняв облогу з Парми. Разом з тим своєю жорстокою поведінкою налаштував населення проти себе, яке сприяло перемозі імпанців у битві при Біккоке у 1522 році. Ця поразка змусила французів залишити Ломбардію. У результаті Оде де Фуа потрапив в опалу до короля й вирушив до свого маєтку в Гієні.
Утім у 1523 році очолив оборону Байонни від іспанських військ, чим заслужив прощення Франциска I. Того ж року призначений губернатором Ланґедоку. У 1525 році виборов спадок дружини — графство Ретель. У 1526 році став адміралом Гієні.
У 1527 призначений генерал-лейтенантом французьких військ в Італії. Незабаром Оде де Фуа захопив Геную, згодом Олександрію та Павію. На початку 1528 році підкорив Болонью, а у березні прибув до Неаполітанського королівства. Тут взяв штурмом Мельфі, де йому потрапив у полон Джованні Караччолі. Наприкінці березня почав облогу Неаполя. Йому на допомогу прибув флот на чолі із Андреа Доріа. У цей час у таборі спалахнула епідемія чуми, від якої Оде де Фуа помер у ніч з 15 на 16 серпня 1528 року.

## Родина
Дружина — Шарлота (1495–1527), донька Жана д'Альбре, графа Ретеля і Невера
діти:
- Гастон (1522–1528)
- Анрі (1523–1540)
- Франсуа (?—1549)
- Клод (?—1553)